# Shunt cerebral

Ilustração de um shunt cerebral comum

Um shunt cerebral é um dispositivo médico usado principalmente no tratamento de hidrocefalia, o inchaço do cérebro causado pela acumulação excessiva de líquido cefalorraquidiano (LCR). A maioria dos shunts consistem numa válvula ligada a um cateter, cuja extremidade é geralmente colocada na cavidade peritoneal. As principais diferenças entre os vários tipos de shunts são o material, os tipos de válvula e se a válvula é ou não programável.